# Flugplatz Pinnow

i7
i11
i13
Der Flugplatz Pinnow (ICAO-Code: EDBP) ist ein Sonderlandeplatz im Landkreis Ludwigslust-Parchim. Er verfügt über zwei Graspisten mit einer Länge von 800 bzw. 500 Metern und einer Breite von je 40 Metern und ist für Segelflugzeuge, Motorsegler, Ultraleichtflugzeuge und Motorflugzeuge mit einem Höchstabfluggewicht von bis zu zwei Tonnen zugelassen. Für die Piste 01/19 kann auf Anfrage (PPR) eine Freigabe für Luftfahrzeuge mit einem Höchstabfluggewicht von bis zu 5,7 Tonnen erteilt werden.

## Geschichte
Bereits Anfang der 1950er Jahre fanden sich flugbegeisterte Jugendliche unter der Obhut der FDJ in Schwerin zusammen, um ihrem Sport unter dem Dach der 1952 gegründeten Gesellschaft für Sport und Technik nachzugehen. Da die Segelflugmöglichkeiten in und um Schwerin allerdings begrenzt waren, mussten die Flieger zunächst auf den Flugplatz Neustadt-Glewe ausweichen. Um die vormilitärische Ausbildung zu fördern, ordnete die sozialistische Führung im Arbeiter- und Bauernstaat 1955 an, dass an Orten, an denen starke Fliegergemeinschaften existierten, nach Möglichkeit Flugplätze eingerichtet werden sollten. Daraufhin bewirkten die Pinnower Flieger, dass das Gelände auf einem Plateau am Fuß des Petersbergs in Pinnow durch die GST drei Landwirten abgekauft wurde. Am 23. September 1956 wurde der Flugplatz mit einem Platzrundenflug von Hannes Ramm mit einer SG 38 eingeweiht. Bereits 1958 wurde ein Hangar gebaut und später entstanden nach und nach ein Tanklager, Werkstätten und ein Turm. In den 1980er Jahren wurde noch eine Windengarage errichtet.
Kurz nach der Wende, am 12. Mai 1990, wurde der Fliegerclub Schwerin-Pinnow e. V. gegründet, der umgehend bei der Stadt Pinnow einen Antrag auf Übernahme der Nutzungsrechte am Flugplatz und der Flugplatzgebäude stellte. Der Antrag wurde am 28. August 1990 genehmigt. Am 18. Dezember 1990 teilte die Treuhand jedoch mit, dass alle Mobilien und Immobilien der ehemaligen GST unter Verwaltung der Treuhand stünden und ohne deren Zustimmung keinerlei Eigentumsveränderungen vorgenommen werden dürfe. Nach langen Verhandlungen lenkte die Treuhand am 5. Februar 1993 ein und sämtliche Flugzeuge und Flugtechnik der ehemaligen GST wurden den Flugsportvereinen unentgeltlich überlassen. Seitdem betreibt der Verein den Flugplatz Pinnow.
Im Jahr 2007 versuchte die Gemeinde Pinnow den Pachtvertrag mit dem Fliegerclub, der kurz vorher bis 2029 verlängert worden war, zu kündigen und erhob Räumungsklage. Das Landgericht Schwerin lehnte die Klage jedoch ab.

## Zwischenfälle
Am 7. Juni 2015 startete ein Segelflugzeug vom Typ Schleicher ASW 19 im Windenstart auf der Piste 01. Während des Rollens berührte nach Zeugenaussagen die rechte Tragfläche den Boden und blieb im ungemähten Gras hängen. Der Rumpf hob ab, das Flugzeug drehte sich um die Längsachse und prallte in Rückenlage auf den Boden. Es wurde dabei schwer beschädigt und der 62-jährige Pilot wurde schwer verletzt.